# Burton (Texas)
Pour les articles homonymes, voir Burton.
Burton est une ville située à l'ouest du comté de Washington, au Texas, aux États-Unis.

## Démographie
Lors du recensement de 2010, la ville comptait une population de 3 285 habitants. Elle est estimée, en 2016, à 3 166 habitants.

## Source de la traduction
- (en) Cet article est partiellement ou en totalité issu de l’article de Wikipédia en anglais intitulé « Burton, Texas » (voir la liste des auteurs).